# N208 (België)
De N208 is een gewestweg tussen Hekelgem (N9) en Denderleeuw (N405). De weg heeft een lengte van ongeveer 4 kilometer.

## Plaatsen langs de N208
- Hekelgem
- Teralfene
- Liedekerke
- Denderleeuw